# Eugen II Jaromir Czernin von und zu Chudenitz
Eugen II Jaromir Franz Czernin von und zu Chudenitz, in ceco: Evžen hrabě Černín z Chudenic (Vienna, 13 febbraio 1851 – Petrohrad, 5 novembre 1925), è stato un nobile e politico boemo.

## Biografia
Figlio del conte Jaromir Czernin von und zu Chudenitz (1818-1908), Eugen II era fratello maggiore di Franz (1857–1932), che fu governatore distrettuale a Znojmo.
Sin da giovane iniziò ad interessarsi alla politica del Regno di Boemia e dell'Impero austriaco in generale e per questo motivo nel 1883 venne eletto all'assemblea regionale ceca nella compagine dei proprietari terrieri. Vinse nuovamente le elezioni provinciali tenutesi nel 1895 come membro del partito conservatore. Tornò alla dieta dopo la vittoria alle elezioni del 1908, distinguendosi come un patriota innamorato della sua terra: in tutte le elezioni non solo rivendicò la piena nazionalità boema, ma giurò sempre in lingua ceca.
Fu presidente della Slovanská Beseda a Vienna dal 1910 al 1918 e dal 1910 fu inoltre presidente presidente della Modernen Galerie des Königreiches Böhmen a Praga.
Nel 1911 ottenne le insegne da cavaliere dell'Ordine del Toson d'oro.
Nel 1918, con il crollo della monarchia asburgica e la proclamazione della repubblica, il governo ceco non gli riconobbe i titoli nobiliari, che pertanto restarono nel suo caso meramente onorifici. Eugen si risentì molto di questo trattamento riservatogli, lui che era stato uno dei sostenitori della piena indipendenza del regno boemo, ma la sua vicinanza alla causa conservatrice lo aveva reso inviso agli ambienti democratici del paese.
Morì senza eredi nel novembre del 1925 a Petrohrad.

## Matrimonio
Nell'aprile 1876 sposò la principessa Francesca von Schönburg-Hartensteinm, ma la coppia non ebbe figli.

## Albero genealogico
|                                                 |                           |                                           | Genitori                                   |  |  | Nonni |  |  | Bisnonni                                    |  |  | Trisnonni                                    |  |
|                                                 |                           |                                           |                                            |  |  |       |  |  | Johann Rudolph Czernin von und zu Chudenitz |  |  | Prokop Adalbert Czernin von und zu Chudenitz |  |
|                                                 |                           |                                           |                                            |  |  |       |  |  | Johann Rudolph Czernin von und zu Chudenitz |  |  | Prokop Adalbert Czernin von und zu Chudenitz |  |
|                                                 |                           | Maria Antonia von Colloredo               |                                            |  |  |       |  |  | Johann Rudolph Czernin von und zu Chudenitz |  |  |                                              |  |
| Eugen I Karl Czernin von und zu Chudenitz       |                           |                                           |                                            |  |  |       |  |  | Johann Rudolph Czernin von und zu Chudenitz |  |  |                                              |  |
|                                                 |                           | Maria Theresia von Schonborn-Heussenstamm | Eugen Erwein von Schönborn-Heussenstamm    |  |  |       |  |  |                                             |  |  |                                              |  |
|                                                 |                           | Maria Theresia von Schonborn-Heussenstamm | Eugen Erwein von Schönborn-Heussenstamm    |  |  |       |  |  |                                             |  |  |                                              |  |
|                                                 |                           | Maria Theresia von Schonborn-Heussenstamm | Marie Elisabeth Josepha zu Salm-Salm       |  |  |       |  |  |                                             |  |  |                                              |  |
| Jaromir Czernin von und zu Chudenitz            |                           | Maria Theresia von Schonborn-Heussenstamm |                                            |  |  |       |  |  |                                             |  |  |                                              |  |
|                                                 |                           | Franz Seraph von Orsini-Rosenberg         | Vincenz Fererius von Orsini-Rosenberg      |  |  |       |  |  |                                             |  |  |                                              |  |
|                                                 |                           | Franz Seraph von Orsini-Rosenberg         | Vincenz Fererius von Orsini-Rosenberg      |  |  |       |  |  |                                             |  |  |                                              |  |
|                                                 |                           | Franz Seraph von Orsini-Rosenberg         | Maria Juliana von Stubenberg               |  |  |       |  |  |                                             |  |  |                                              |  |
| Therese von Orsini-Rosenberg                    |                           | Franz Seraph von Orsini-Rosenberg         |                                            |  |  |       |  |  |                                             |  |  |                                              |  |
|                                                 |                           | Marie Caroline von Khevenhüller-Metsch    | Johann Franz Xaver von Khevenhuller-Metsch |  |  |       |  |  |                                             |  |  |                                              |  |
|                                                 |                           | Marie Caroline von Khevenhüller-Metsch    | Johann Franz Xaver von Khevenhuller-Metsch |  |  |       |  |  |                                             |  |  |                                              |  |
|                                                 |                           | Marie Caroline von Khevenhüller-Metsch    | Maria Theresia von Rottal                  |  |  |       |  |  |                                             |  |  |                                              |  |
| Eugen II Jaromir Czernin von und zu Chudenitz   |                           | Marie Caroline von Khevenhüller-Metsch    |                                            |  |  |       |  |  |                                             |  |  |                                              |  |
|                                                 | Johann Ernst Schaffgotsch | Johann Ernst Wilhelm Schaffgotsch         |                                            |  |  |       |  |  |                                             |  |  |                                              |  |
|                                                 | Johann Ernst Schaffgotsch | Johann Ernst Wilhelm Schaffgotsch         |                                            |  |  |       |  |  |                                             |  |  |                                              |  |
|                                                 | Johann Ernst Schaffgotsch | Maria Maximiliana von Götzen              |                                            |  |  |       |  |  |                                             |  |  |                                              |  |
| Johann Franz de Paula Gundakar von Schaffgotsch | Johann Ernst Schaffgotsch |                                           |                                            |  |  |       |  |  |                                             |  |  |                                              |  |
|                                                 |                           | Johanna Nepomucena von Blümegen           | Johann Christoph von Blümegen              |  |  |       |  |  |                                             |  |  |                                              |  |
|                                                 |                           | Johanna Nepomucena von Blümegen           | Johann Christoph von Blümegen              |  |  |       |  |  |                                             |  |  |                                              |  |
|                                                 |                           | Johanna Nepomucena von Blümegen           | Maria Luise von Herberstein                |  |  |       |  |  |                                             |  |  |                                              |  |
| Caroline von Schaffgotsche                      |                           | Johanna Nepomucena von Blümegen           |                                            |  |  |       |  |  |                                             |  |  |                                              |  |
|                                                 |                           | Johann Nepomuk von Lamberg                | Franz Adam von Lamberg                     |  |  |       |  |  |                                             |  |  |                                              |  |
|                                                 |                           | Johann Nepomuk von Lamberg                | Franz Adam von Lamberg                     |  |  |       |  |  |                                             |  |  |                                              |  |
|                                                 |                           | Johann Nepomuk von Lamberg                | Maria Anna von Rottal                      |  |  |       |  |  |                                             |  |  |                                              |  |
| Ernestine von Lamberg                           |                           | Johann Nepomuk von Lamberg                |                                            |  |  |       |  |  |                                             |  |  |                                              |  |
|                                                 |                           | Ernestine zu Salm-Neuburg                 | Karl Otto Vinzenz zu Salm-Neuburg          |  |  |       |  |  |                                             |  |  |                                              |  |
|                                                 |                           | Ernestine zu Salm-Neuburg                 | Karl Otto Vinzenz zu Salm-Neuburg          |  |  |       |  |  |                                             |  |  |                                              |  |
|                                                 |                           | Ernestine zu Salm-Neuburg                 | Maria Anna von Khevenhüller-Metsch         |  |  |       |  |  |                                             |  |  |                                              |  |
|                                                 |                           | Ernestine zu Salm-Neuburg                 |                                            |  |  |       |  |  |                                             |  |  |                                              |  |